# Anna Ušenina
Anna Juriïvna Ušenina (in ucraino Анна Юріївна Ушеніна?; Charkiv, 30 agosto 1985) è una scacchista ucraina, Grande maestro e campionessa del mondo femminile dal 2012 al 2013. È nota come Anna Ushenina nei paesi occidentali.

## Carriera
Ha frequentato la scuola di scacchi di Charkiv ("Харківська шахова школа"), dove ha avuto come istruttore il maestro internazionale Artem Cepotan. 

### Giovanili e juniores
Si mise in luce nel 2000 vincendo, all'età di 15 anni, il campionato ucraino femminile under-20. 
Nel 2002 conquistò le medaglie d'oro di squadra e individuale al campionato europeo femminile a squadre under-18 di Balatonlelle in Ungheria.

### Risultati individuali
Nel 2005 vinse ad Alušta il campionato ucraino femminile.
Nel 2016 ha vinto il campionato europeo individuale femminile, disputato a Mamaia.
Altri risultati di torneo:
- 2001: 1ª al torneo femminile di Kiev
- 2003: 1ª ad Odessa
- 2006: 2ª al campionato ucraino femminile di Odessa con 8/11 (a pari punti con la vincitrice Oksana Vozovic)
- 2008: 3ª al campionato europeo femminile individuale di Plovdiv;  2ª nella sezione femminile dell'open di Mosca (Moscow Open-C), dietro alla vincitrice Anna Muzyčuk

Nel 2013, dopo aver ottenuto il quinto posto al Grand Prix di Ginevra, ha ripetuto lo stesso piazzamento al Grand Prix di Dilijan.
Ha raggiunto il massimo punteggio Elo nel luglio 2007, con 2502 punti (8ª al mondo in campo femminile e 1ª ucraina).

### Nazionale
Ha partecipato con la nazionale ucraina femminile alle olimpiadi di Torino 2006 e Dresda 2008, con il risultato complessivo di +8 =10 –1 (68,4 %). Vinse l'oro di squadra a Torino e l'argento di squadra a Dresda. Ha quindi partecipato all'edizione di Chennai 2022: con 7,5 su 10 ha portato il suo complessivo a +13 =13 -1, ha ottenuto l'argento come terza scacchiera e l'oro di squadra.
Nel 2007 ha ottenuto le medaglie di bronzo di squadra e individuale al campionato del mondo femminile a squadre di Ekaterinburg; e la medaglia d'oro individuale di scacchiera al campionato europeo femminile a squadre di Heraklion.

### Nel ciclo mondiale
Nel 2012 ha vinto il campionato del mondo femminile, sconfiggendo nella finale la bulgara Antoaneta Stefanova. Nel corso del torneo, svoltosi con la formula dell'eliminazione diretta, la Ušenina, partita come testa di serie numero 30, ha sconfitto anche la numero 3 di tabellone Anna Muzyčuk e la numero 6 Nadežda Kosinceva. Per regolamento, come campionessa del mondo la FIDE le ha attribuito il titolo di Grande Maestro assoluto.
Nel 2013 ha preso parte alla Coppa del Mondo, venendo eliminata al primo turno dal campione russo Pëtr Svidler, contro il quale peraltro è riuscita a vincere una partita, pareggiando così la sfida con cadenza di gioco regolare e risultando sconfitta solo nelle partite di spareggio rapid-play.
Poche settimane dopo è stata chiamata a difendere il titolo di campionessa mondiale contro la sfidante cinese Hou Yifan. Il match, previsto sulla durata complessiva di dieci partite, si è rivelato subito improbo per la Ušenina, che ha perso tutte le partite disputate col bianco e complessivamente è stata sconfitta con il punteggio finale di 5,5 a 1,5.
Nel novembre 2018 ha preso parte al Campionato del mondo femminile. Dopo aver superato nel primo turno l'armena Lilit Mkrtchian per 1½ - ½ è stata eliminata al secondo turno dalla russa Valentina Gunina per ½ - 1½.